# Truperdeich
Truperdeich ist eine Ortschaft der Gemeinde Lilienthal im niedersächsischen Landkreis Osterholz. 

## Geografie und Verkehrsanbindung
Der Ortsteil liegt südöstlich des Kernbereichs von Lilienthal direkt an der südlich und östlich verlaufenden Landesgrenze zu Bremen. Am südlichen Ortsrand fließt die Wümme, am östlichen Ortsrand die Wörpe. 
Südlich und südöstlich, auf Bremer Gebiet, liegt das Naturschutzgebiet Borgfelder Wümmewiesen. Südwestlich und westlich, ebenfalls auf Bremer Gebiet, liegt das Naturschutzgebiet Untere Wümme.
Am östlichen Ortsrand verläuft die Landesstraße L 133.